# Tormenta tropical Agatha (1992)
La tormenta tropical Agatha fue el ciclón tropical más mortífero que se formó durante la temporada de huracanes del Pacífico de 1992 y mató a diez personas a su paso frente a la costa de México. La tercera tormenta nombrada de la temporada, Agatha se desarrolló como una depresión tropical frente a la costa del Pacífico de México el 1 de junio. La tormenta se organizó gradualmente durante las siguientes horas. A medida que avanzaba hacia el norte, la depresión se intensificó hasta convertirse en la tormenta tropical Agatha ese mismo día. Después de alcanzar sus vientos máximos como una fuerte tormenta tropical, Agatha se debilitó constantemente mientras giraba hacia el oeste. El sistema fue degradado a depresión tropical el 5 de junio y posteriormente perdió sus características tropicales al día siguiente. Aunque Agatha nunca tocó tierra, las bandas de lluvia exteriores de la tormenta provocaron inundaciones generalizadas que mataron a diez personas.

## Historia meteorológica

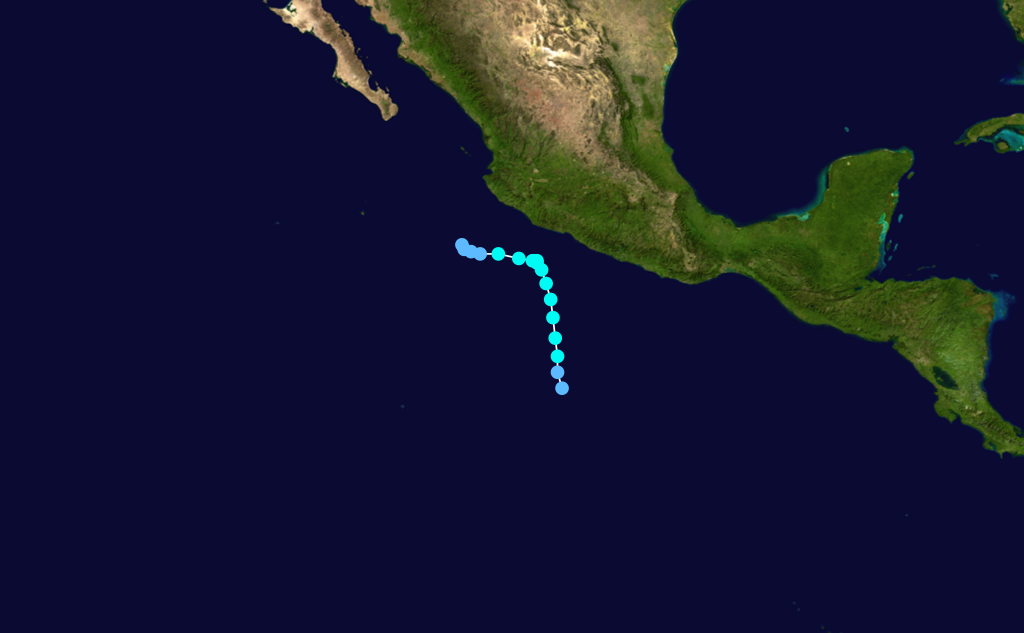
Mapa que traza la trayectoria y la intensidad de la tormenta, de acuerdo con la escala de huracanes de Saffir-Simpson

El 26 de mayo, una onda tropical o un área cuasi ecuatorial de baja presión se movió desde la costa centroamericana hacia el este del Pacífico. Durante los días subsiguientes, el sistema produjo una amplia área de convección, que comenzó a mostrar signos de organización el 29 de mayo. Temprano el 1 de junio, la perturbación se mejoró, y poco después, el Centro Nacional de Huracanes (NHC) lo clasificó como una depresión tropical, mientras que se encuentra a 460 millas (740 km) al suroeste de Acapulco. En ese momento, la depresión mantuvo un buen flujo de salida; se pronostica que se fortalecerá en un huracán mínimo después de tres días. Sobre la base de una combinación de datos de barcos y estimaciones de intensidad de Dvorak, el sistema se mejoró a tormenta tropical que llevó el nombre de Agatha el 2 de junio.
Durante los primeros dos días de su duración, Agatha se dirigió hacia el norte mientras estaba incrustado en un profundo flujo hacia el sur. La intensificación constante continuó, y la tormenta alcanzó vientos de 50 mph (85 km/h) seis horas después de ser mejorada a medida que se acercaba a la costa de México. En la tarde del 2 de junio, el centro exhibió una apariencia alargada dentro de su nubosidad central densa asociada, una gran área de convección organizada de la troposfera media. Alrededor de las 18:00 UTC de ese mismo día, la tormenta alcanzó su punto máximo en intensidad con vientos de 70 mph (110 km/h) y una presión mínima de 990 mbar (hPa; 29.23 inHg). Manteniendo su intensidad máxima durante 30 horas, Agatha se desaceleró gradualmente a medida que pasaba a 100 millas (160 km) al suroeste de la costa mexicana. Aunque los especialistas del Centro Nacional de Huracanes habían anticipado un huracán de categoría 1 en el territorio, la tormenta desafió las predicciones y se quedó en el mar. El centro de la tormenta pronto se definió mal en imágenes satelitales infrarrojas, al mismo tiempo recurriendo hacia el oeste. Agatha continuó degenerando rápidamente en la mañana del 4 de junio, con una apariencia irregular observada en las imágenes satelitales. A las 06:00 UTC del 5 de junio, la tormenta volvió a degradarse al estado de depresión tropical antes de disiparse al día siguiente.

## Preparaciones e impacto

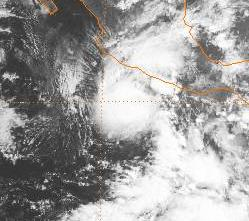
La tormenta tropical Agatha frente a México el 2 de junio de 1992

El 2 de junio, los pronosticadores del Centro Nacional de Huracanes anticiparon que Agatha tocaría tierra en México cerca de la fuerza de los huracanes. A la luz de esto, se emitió una advertencia de tormenta tropical y vigilancia de huracán para la costa del Pacífico de México entre Tenexpa y Cabo Corrites alrededor de las 21:00 UTC de ese día. Además, las fuertes lluvias del sistema provocaron inquietudes sobre deslizamientos de tierra e inundaciones repentinas. Después del giro de Agatha hacia el oeste el 3 de junio temprano, los relojes y las advertencias se descontinuaron. Aproximadamente 1.500 personas evacuaron las zonas costeras de Michoacán debido a la amenaza de vientos e inundaciones perjudiciales. Aunque el centro de Agatha permaneció en alta mar, las fuertes lluvias dentro de las bandas exteriores de lluvia del sistema impactaron el suroeste y el centro de México. Las inundaciones generalizadas y los deslizamientos de tierra mataron a diez personas y dejaron a miles de personas sin hogar. A lo largo de la costa, las olas supuestamente alcanzaron alturas de 16 pies (4,9 m).